# Mary Wells
Mary Esther Wells (13 de maio de 1943– 26 de julho de 1992) foi uma cantora norte-americana de soul, R&B e pop.

## Biografia
De origem humilde, Marry Wells nasceu e passou à infância em um bairro pobre de Detroit, Michigan.
Ela foi a primeira cantora a assinar um contrato com a gravadora Motown, onde gravou o maior sucesso de sua carreira, a canção "My Guy", de 1964. Ela também gravou um dueto com Marvin Gaye, com quem emplacou os sucessos "Once Upon a Time" e "What's the Matter With You, Baby?".
Ao completar 20 anos, Wells decidiu romper seu contrato com a Motown e assinou com a 20th Century Fox. Além da música, havia a promessa de uma carreira cinematográfica. Mas na nova gravadora, Wells não repetiu o mesmo sucesso que obteve na Motown. Apesar de ter um relativo sucesso com seus três primeiros singles pela Fox, seu álbum fracassou comercialmente e seu contrato foi rescindido.
A cantora assinou com uma nova gravadora, a Atco (subsidiária da Atlantic Records). Embora seu primeiro single, "Dear Lover", tivesse chegado ao sexto lugar na lista R&B da Billboard, os seguintes fracassaram. Em 1968, ela assinou com a Jubilee Records, mas novamente não obteve sucesso - e o mesmo ocorreria na gravadora Reprise.
Sua carreira renasceria em 1981, quando ela gravou o álbum "In and Out of Love", lançado pela Epic Records. O single "Gigolo" se tornou um grande sucesso e atingiu o segundo lugar na lista disco da Billboard.
Mary Wells acabou morrendo em 1992, em decorrência de um câncer na laringe.

## Discografia

### Álbuns
Motown releases
- 1961: Bye Bye Baby I Don't Want to Take a Chance
- 1962: The One Who Really Loves You US #8
- 1963: Two Lovers and Other Great Hits US #49
- 1963: Recorded Live On Stage
- 1964: Mary Wells Sings My Guy US #6
- 1964: Mary Wells' Greatest Hits US #18
- 1964: Together (with Marvin Gaye) US #42
- 1966: Vintage Stock (greatest hits compilation)

Outros lançamentos
- 1965: Mary Wells (20th Century Fox) US #145
- 1965: Love Songs to the Beatles (20th Century Fox)
- 1966: The Two Sides of Mary Wells (Atco)
- 1968: Servin' Up Some Soul  (Jubilee)
- 1981: In and Out of Love (Epic)
- 1983: I'm a Lady (Allegiance)
- 1990: Keeping My Mind on Love (Motor City)

### Singles
- "Bye Bye Baby" (1960) R&B: #8 US: #45
- "I Don't Want to Take a Chance" (1961) R&B: #9 US: #33
- "Strange Love" (1961)
- "The One Who Really Loves You" (1962) R&B: #2 US: #8
- "You Beat Me to the Punch" (1962) R&B: #1 US: #9
- "Two Lovers" (1962) R&B: #1 US: #7
- "Laughing Boy" (1963) R&B: #6 US: #15
- "Two Wrongs Don't Make a Right" (1963) US: #100 (b-side of "Laughing Boy")
- "Your Old Standby" (1963) R&B: #8 US: #40
- "What's So Easy for Two Is So Hard for One" (1963) R&B: #8 US: #29
- "You Lost the Sweetest Boy" (1963) R&B: #10 US: #22 (b-side of"What's So Easy for Two Is So Hard for One")
- "My Guy" (1964) US: #1 UK: #5
- "Stop Takin' Me for Granted" (1964) US: #88
- "Once Upon a Time" (1964) US: #19 (with Marvin Gaye)
- "What's the Matter With You Baby]" (1964) US: #17 (with Marvin Gaye, b-side to "Once Upon a Time")
- "When I'm Gone" (1964) - scheduled but not issued
- "Whisper You Love Me Boy" (1964) - scheduled but not released
- "Ain't It the Truth" (1964, 20th Century Fox) US: #45
- "Stop Takin' Me For Granted" US: #88 (b-side of "Ain't It The Truth")
- "Use Your Head" (1964, 20th Century Fox) R&B: #13 US: #34
- "Never, Never Leave Me" (1965, 20th Century Fox) R&B: #15 US: #54
- "He's a Lover" (1965, 20th Century Fox) US: #74
- "Me Without You" (1965, 20th Century Fox) US: #95
- "Dear Lover" (1965, Atco) R&B: #6 US: #51
- "Can't You See (You're Losing Me)" (1966, Atco) US: #94 (b-side of "Dear Lover")
- "Keep Me in Suspense" (1966, Atco)
- "Such a Sweet Thing" (1966, Atco) US: #99 (b-side of "Keep Me In Suspense")
- "Me And My Baby" (1966, Atco)
- "(Hey You) Set My Soul On Fire" (1967, Atco)
- "The Doctor" (1968, Jubilee) R&B: #22 US: #65
- "Can't Get Away From Your Love" (1968, Jubilee)
- "Don't Look Back" (1968, Jubilee)
- "Mind Reader" (1969, Jubilee)
- "Dig the Way I Feel" (1969, Jubilee) R&B: #35
- "Sweet Love" (1970, Jubilee)
- "Mr. Tough" (1971, Jubilee)
- "I Found What I Wanted" (1971, Reprise)
- "If You Can't Give Her Love (Give Her Up)" (1974, Reprise)
- "Gigolo" (1981, Epic) R&B: #69
- "These Arms" (1982, Epic)